# Jag minns mitt 60-tal
Jag minns mitt 60-tal är en svensk TV-serie från 1993 av Berndt Egerbladh. Serien sändes första gången 1993, och repriserades 2013 och 2018. Serien är en uppföljare till Jag minns mitt 50-tal från 1988 och Jag minns mitt 40-tal från 1989.
Berndt Egerbladh berättar med hjälp av filmklipp, husbandet Bortalaget och gästartister om 1960-talet. Varje avsnitt vigs åt ett år under årtiondet. Främst avhandlas musik och underhållning men även bland annat en del politik, sport och mode. Ett urval av de händelser, företeelser och kända personer som tas upp är bärgningen av Vasa, populära artister som Martin Ljung, Lill-Babs och Siw Malmkvist samt inflytelserika personer som gick bort dessa år, som Jussi Björling, Dag Hammarskjöld och John F. Kennedy.

## Gästartister i urval
Peter Jöback, Sofia Källgren, Tommy Nilsson och Gladys del Pilar.